# Társadalmi–gazdasági alakulat
A társadalmi–gazdasági alakulat marxista társadalomfilozófiai fogalma magában foglalja mindazon társadalmi kapcsolatok összességét, amelyek megkülönböztetik a társadalom egy bizonyos formáját a társadalom másik formájától. Ilyen társadalmi  formációk például az antikvitás vagy rabszolgatartó társadalom, a feudalizmus, a modern kapitalizmus vagy a kommunizmus.
A társadalmi–gazdasági alakulat vagy társadalmi formáció, társadalmi rendszer kifejezések a szociológia, politikatudomány és történettudomány fogalmi eszközei.
A társadalmi–gazdasági alakulat nem azonos az államforma és a politikai rendszer fogalmával, azoktól eltérően ennek meghatározó része a társadalom gazdasági alapja, valamint kultúrája és más felépítményi elemei is.

## Tartalma
A társadalmi formáció fogalma az adott társadalom minden történelmileg konkrét társadalmi-gazdasági körülményének összességére utal. Karl Marx szerint a társadalom minden formájában egy bizonyos termelési mód képezi a társadalom „gazdasági alapját”. Ez az alap strukturáló és végső soron meghatározó hatással van a többi, felépítményi társadalmi jelenségre, amelyek jogi formákként, politikai rendszerekként és „uralkodó eszmékként” működnek, amint azt Karl Marx és Friedrich Engels a Kommunista kiáltványban megfogalmazta. Másutt Marx a következőket írta:

„...a termelési viszonyok összessége alkotja a társadalom gazdasági szerkezetét, azt a reális bázist, amelyen egy jogi és politikai felépítmény emelkedik, és amelynek meghatározott társadalmi tudatformák felelnek meg. Az anyagi élet termelési módja szabja meg a társadalmi, politikai és szellemi életfolyamatot egyáltalában. Nem az emberek tudata az, mely létüket, hanem megfordítva , társadalmi létük az, amely tudatukat meghatározza.”

– Marx: A politikai gazdaságtan bírálatához. Előszó.

Az újabb marxista elméletek – különösen Antonio Gramscinál és Louis Althussernél, valamint a poszt-marxizmus egyes képviselőinél, mint Ernesto Laclau – erősebb a társadalmi felépítmény és a kultúra szerepére helyezett hangsúly. A marxizmus–leninizmust különösen gyakran vádolják azzal, hogy leegyszerűsített, „közgazdász” történelemszemlélettel rendelkezik. A gazdaság domináns szerepe azonban Marxnál sem értelmezhető abszolútnak. Ellenkezőleg, hangsúlyozza az alap és a felépítmény, a létező és az ideális közötti időbeli eltolódások és ellentmondások lehetőségét. Ennek ellenére Marx számára világos:

„Egy társadalomalakulat soha nem tűnik le addig, amíg nem fejlődtek ki mindazok a termelőerők, amelyeknek számára elég tágas, és új, magasabbrendű termelési viszonyok soha nem lépnek helyébe, amíg anyagi létezési feltételeik magának a régi társadalomnak a méhében ki nem alakultak. Ezért az emberiség mindig csak olyan feltételeket tűz maga elé, amelyeket meg is tud oldani, mert ha pontosabban megvizsgáljuk, mindig azt látjuk, hogy a feladat maga is csak ott merül fel, ahol megoldásának anyagi feltételei már megvannak vagy legalábbis létrejövőfélben vannak.”

– Marx: A politikai gazdaságtan bírálatához. Előszó.

## A legfontosabb társadalmi–gazdasági alakulatok
A marxizmus szerint az addig létező legfontosabb társadalmi-gazdasági alakulatok az osztályok nélküli ősközösségi társadalom, az ázsiai termelési mód despotikus társadalma, a rabszolgatartó antikvitás, a középkori feudalizmus és a kapitalizmus. Ezekkel lezárul az emberiség „előtörténete”, és ezt követi majd a kommunizmus, a fejlett osztálynélküli társadalom.

## Fordítás
Ez a szócikk részben vagy egészben  a   Gesellschaftsformation című német Wikipédia-szócikk ezen változatának fordításán alapul.  Az eredeti cikk szerkesztőit annak laptörténete sorolja fel. Ez a jelzés csupán a megfogalmazás eredetét és a szerzői jogokat jelzi, nem szolgál a cikkben szereplő információk forrásmegjelöléseként.